# Norny

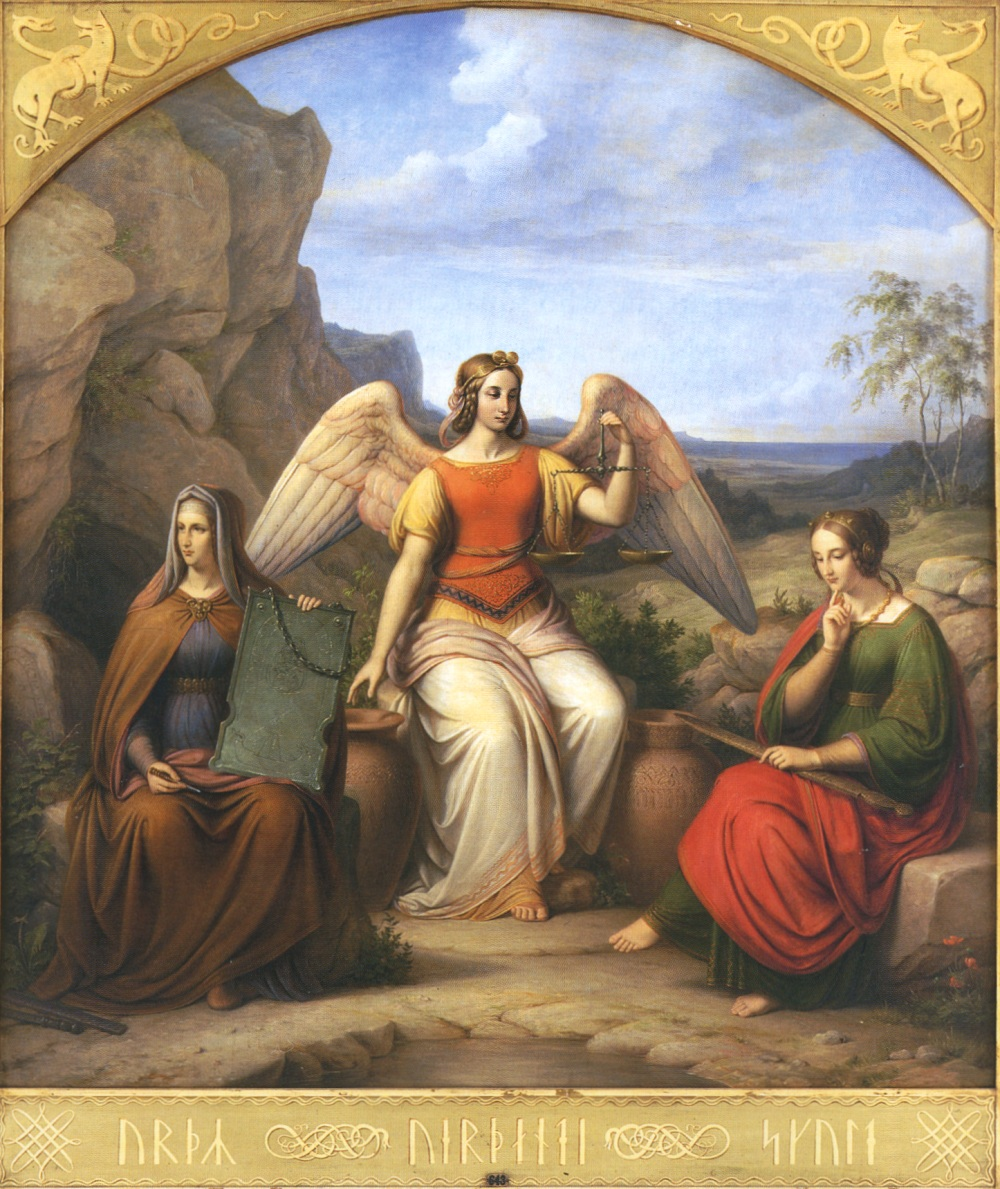

Norny jsou dísy a mezi nejdůležitější z nich patří tři sudičky: Urd („Osudová“), Verdandi („Stávající“) a Skuld („Co musí být“), které zastupují minulost, přítomnost a budoucnost. Jejich úkolem je tkát wyrd (pavučinu osudu). Sedávají u kořenů Yggdrasilu. Skuld dále spolu s valkýrami v bitvě vybírá padlé a rozhoduje, jak dopadne boj.